# 1-propantiolo
L'1-propantiolo, o 1-propilmercaptano è un composto organico di formula CH3CH2CH2SH appartenente alla categoria dei tioli. In condizioni standard appare come un liquido incolore facilmente infiammabile, dal forte odore caratterisstico che può ricordare quello del cavolo, poco solubile in acqua ma ben miscibile in etanolo, dietiletere, acetone, glicole propilenico e benzene. Trova impiego come erbicida e fungicida e come reagente nelle sintesi industriali.
È un liquido incolore con un odore forte e sgradevole. È moderatamente tossico ed è meno denso dell'acqua e leggermente solubile in acqua. È usato come materia prima per insetticidi. È altamente infiammabile ed emette fumi (o gas) irritanti o tossici in caso di incendio. Il riscaldamento provocherà un aumento della pressione con rischio di scoppio.

## Sintesi
Il propantiolo può essere sintetizzato in diversi modi, tendenzialmente per reazione del n-propanolo o di un suo derivato con un composto inorganico contenente zolfo. Di seguito i metodi più comuni:
{\displaystyle {\ce {CH3CH2CH2OH + H2S -> CH3CH2CH2SH + H2O}}}
{\displaystyle {\ce {CH3CH2CH2Cl + KHS -> CH3CH2CH2SH + KCl}}}
Può anche essere preparato mediante reazione di idrosolfuro di sodio con 1-cloropropano.

## Reattività
L'1-propantiolo ha carattere debolmente acido e può quindi dare reazioni acido-base:
{\displaystyle {\ce {CH3CH2CH2SH + NaOH -> CH3CH2CH2SNa + H2O}}}
L'1-propantiolo può dare inoltre reazioni di ossidazione con la formazione di un legame disolfuro tra due molecole di propantiolo:
{\displaystyle {\ce {Pr-SH + Pr-SH + I2 -> Pr-S-S-Pr + 2HI}}}

## Applicazioni
L'1-propantiolo viene utilizzato come erbicida, fungicida e come reagente di sintesi. Trova altresì impiego come agente aromatizzante sintetico, perlopiù in miscela con gas tossici per facilitarne l'identificazione tramite olfatto.